# Віадук Ґутт-Віньоль
Віадук Ґутт-Віньоль — вигнутий віадук який розташований на французькій автомагістралі А89, між комунами Сен-Марсель-л'Еклер і Сен-Форже в департаменті Рона у Франції. Маючи довжину 622 метри, він перетинає потік La Goutte Vignole і відомчу дорогу RD83E.
Віадук був побудований в період з червня 2009 року по грудень 2011 року. Його ввели в експлуатацію, коли в січні 2013 року відкрили автомагістраль А89.
Віадук розташований за 400 метрів на схід від виходу з тунелю Шалоссе.

## Дизайн

### Настил
Настил являє собою змішаний двобалковий настил, розрізаний на прольоти 88 метрів. Висота балок — 3,60 метри. Має кут 2,5 % з кожного боку настилу, щоб вода могла стікати в жолоб.

### Покриття
Ширина проїжджої частини становить 21,60 метрів при ширині смуги 3,50 метрів. Дорожня частина складається з 30-міліметрового гідроізоляційного шару, над яким лежить 80-міліметровий шар бітумінозного бетону.